# Sedalia (Carolina del Nord)
Sedalia és una població dels Estats Units a l'estat de Carolina del Nord. Segons el cens del 2000 tenia 618 habitants.

## Demografia
Segons el cens del 2000, Sedalia tenia 618 habitants, 226 habitatges i 181 famílies. La densitat de població era de 102,8 habitants per km².
Dels 226 habitatges en un 27% hi vivien nens de menys de 18 anys, en un 51,3% hi vivien parelles casades, en un 22,6% dones solteres, i en un 19,9% no eren unitats familiars. En el 18,6% dels habitatges hi vivien persones soles el 5,8% de les quals corresponia a persones de 65 anys o més que vivien soles. El nombre mitjà de persones vivint en cada habitatge era de 2,71 i el nombre mitjà de persones que vivien en cada família era de 3,03.
Per edats la població es repartia de la següent manera: un 20,6% tenia menys de 18 anys, un 9,7% entre 18 i 24, un 24,1% entre 25 i 44, un 32% de 45 a 60 i un 13,6% 65 anys o més.
L'edat mediana era de 42 anys. Per cada 100 dones de 18 o més anys hi havia 94,8 homes.
La renda mediana per habitatge era de 43.021 $ i la renda mediana per família de 45.469 $. Els homes tenien una renda mediana de 28.571 $ mentre que les dones 26.591 $. La renda per capita de la població era de 17.348 $. Entorn del 9,8% de les famílies i el 10,8% de la població estaven per davall del llindar de pobresa.

## Poblacions més properes
El següent diagrama mostra les poblacions més properes.